# 第七代盧肯伯爵理察·約翰·賓厄姆
第七代卢肯伯爵理察·约翰·宾厄姆（英語：John Bingham, 7th Earl of Lucan，1934年12月18日—1974年11月8日失踪，2016年2月3日被宣告死亡）是一名英国贵族，喜愛赌博。1974年11月7日晚，他家的保姆桑德拉·里维特被发现于地下室被钝器击打致死，卢肯则于事后离开。卢肯妻子忆述当晚她曾遭到丈夫的殴打，而卢肯的母亲于晚上亦两度接到伯爵的电话。卢肯在半夜去了朋友伊思·马克威尔-斯科特家里，其妻子苏珊接待了他，之后卢肯不知去向，两天后他借的汽车发现被人弃置在英伦海峡港。卢肯一案經七个月的審理，最後陪审团在缺席审判的情况下裁决卢肯為凶手。警方认为他本来想谋杀婚姻关系破裂的妻子，却误杀了保姆。
卢肯长期被列入国际通缉令，1999年他在法律上被宣告死亡，但多年来出现多个目击报告，有的来自澳大利亚、南非。一些人认为当年他已跳海自杀，而一名侦探则出书声称他逃到印度隐居丛林。